# Шафранова революція

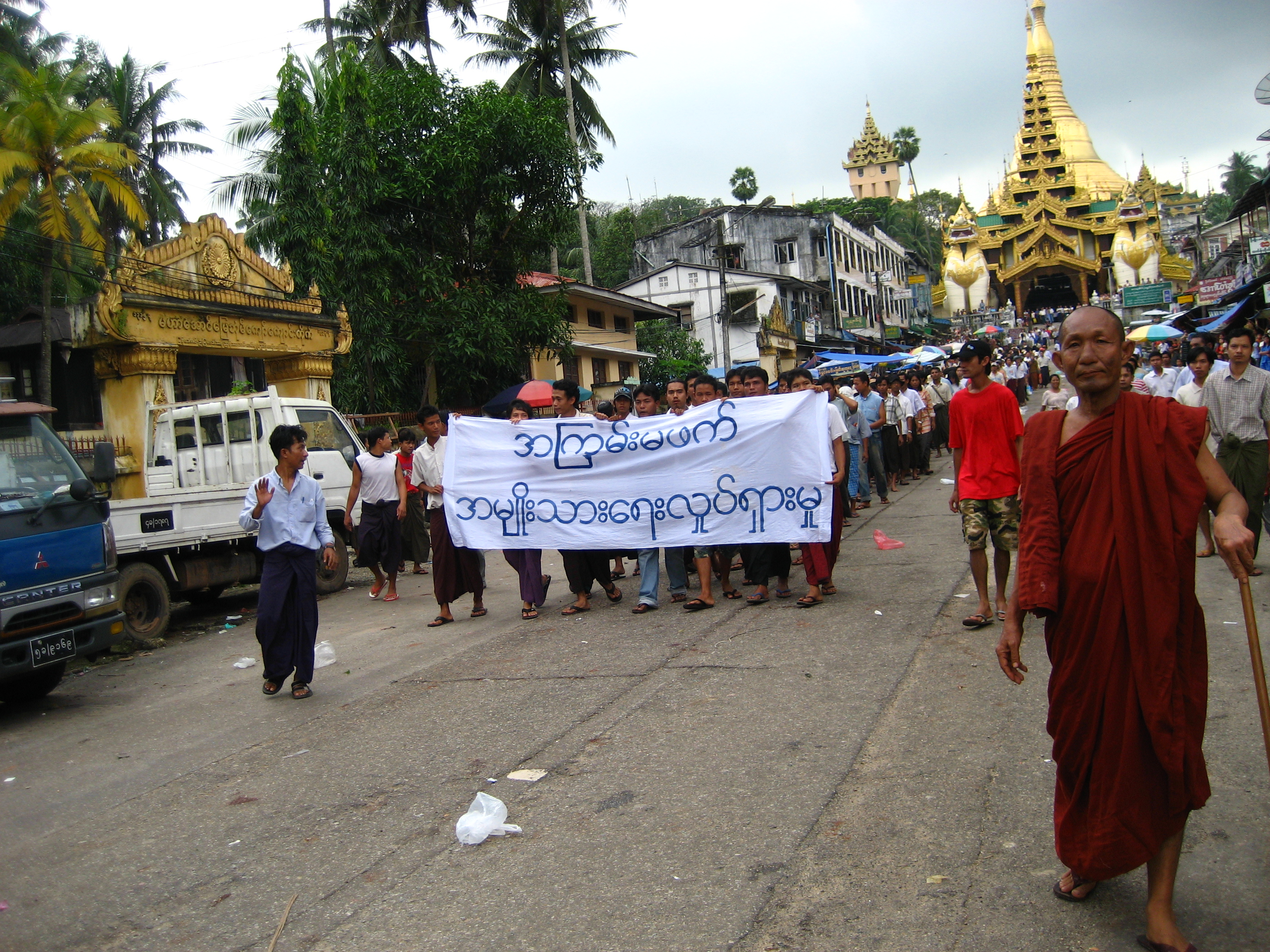
Демонстранти в Янгоні

Шафранова революція — серія антиурядових протестів у М'янмі протягом 2007 року. Безпосередньою причиною початку протестів 15 серпня стало не оголошене до того моменту рішення правлячого режиму, Державної ради миру і розвитку, скасувати субсидії на паливо, що призвело до різкого стрибка цін на дизельне паливо і бензин — на 66 %, а цін на зріджений природний газ — у п'ять разів; таке зростання цін сталося менше ніж за тиждень.
На чолі протестів встали студенти і опозиція, в тому числі жінки. Проводилися кампанії ненасильницького опору. Спочатку режим миттєво відреагував на них, десятки протестуючих були арештовані і затримані. З 18 вересня до протестів приєдналися тисячі буддійських ченців, аж допоки вони не були грубо розігнані урядовими силами 26 вересня.
Загалом протести були придушені, однак привели до деяких реформ і виборів нового уряду.
Назва «Шафранова революція» виникла від кольору шат буддистських ченців, які були вождями протестів.